# روي بارنز
روي بارنز (بالإنجليزية: Roy Barnes)‏ هو محامي وسياسي أمريكي، ولد في 11 مارس 1948 في Mableton, Georgia ‏ في الولايات المتحدة. نشط حزبياً في الحزب الديمقراطي. وقد انتخب حاكم جورجيا ‏ وانتخب عضو مجلس نواب جورجيا.

## وصلات خارجية
- روي بارنز على موقع إن إن دي بي (الإنجليزية)